# Fontenermont
Fontenermont est une ancienne commune française, située dans le département du Calvados en région Normandie, devenue le 1er janvier 2017 une commune déléguée au sein de la commune nouvelle de Noues de Sienne.
Elle est peuplée de 146 habitants.

## Géographie
La commune est à l'ouest du Bocage virois. Son bourg est à 4,5 km à l'ouest de Saint-Sever-Calvados, à 9,5 km à l'est de Villedieu-les-Poêles et à 17 km à l'ouest de Vire.
Le territoire est traversé d'est en ouest par la route départementale no 524 (ancienne route nationale 24bis) passant par le bourg et joignant Vire, par Saint-Sever-Calvados, à Villedieu-les-Poêles. Du bourg, on accède au Gast au sud-est par la D 301 qui, après un tronçon commun avec la D 524, mène à Saint-Aubin-des-Bois au nord-ouest. L'accès à l'A84 s'effectue en périphérie de Villedieu-les-Poêles : échangeur 38 (à 11 km) à La Colombe vers Caen et échangeur 37 (à 11 km) à Fleury vers Rennes.
Fontenermont est dans le bassin de la Sienne, née dans la forêt de Saint-Sever voisine et qui délimite le territoire au sud-ouest. Trois courts affluents parcourent le territoire communal dont le plus long draine les eaux de tout l'est de celui-ci. La petite partie au nord de la D 524 alimente le bassin de la Sènène, autre affluent du fleuve côtier.
Le point culminant (255 m) se situe en limite sud, près des lieux-dits la Hurie et la Bilheudière, sur une pente qui culmine à 272 m sur la commune de Saint-Sever-Calvados voisine. Le point le plus bas (170 m) correspond à la sortie de la Sienne du territoire, à l'ouest. La commune est bocagère.
Le climat est océanique, comme dans tout l'Ouest de la France. La station météorologique la plus proche est Granville-Pointe du Roc, à 35 km. Le Bocage virois, en particulier le sud-ouest, s'en différencie toutefois pour la pluviométrie annuelle qui, à Fontenermont, avoisine les 1 300 mm.
| Saint-Aubin-des-Bois | Courson (comm. nouv. de Noues de Sienne) | Courson (comm. nouv. de Noues de Sienne)              |
| Saint-Aubin-des-Bois | Fontenermont                             | Saint-Sever-Calvados (comm. nouv. de Noues de Sienne) |
| Boisyvon (Manche)    | Coulouvray-Boisbenâtre (Manche)          | Saint-Sever-Calvados (comm. nouv. de Noues de Sienne) |

## Toponymie
Le nom de la localité est attesté sous les formes [Willelmus de] Fontenermonde (sans date) ; [Johannes de] Fonte Hermont en 1247 (Archives nationales L 967, 91) ;  [de] Fonte Hermondi vers 1280 (pouillé Coutances) ; [ecclesia sancti Martini de] Fonte Hermondi en 1332 (pouillé Coutances) ; Fontaine Hermoult en 1453 (AN, P 271-1, 166) ; Fontainermoult en 1475 (AN, P 299-1, 158) ; Fontainermoult en 1498 (AN P 271-1, 252) / Fonteneurmont en 1498 (AN P 271, 253).
Le passage de l'élément -(h)ermont à -(h)ermoult, à savoir de -on- à -ou-, souvent observé dialectalement, n'a été que transitoire et ne s'est pas imposé définitivement, comme en témoigne la forme actuelle. Hermont / -ermont représente l'anthroponyme germanique Herimondus (Her[i]mond), dont sont issus les patronymes rares Hermont et Ermont. Le premier élément Fonten- est le nom commun fontaine, agglutiné par la suite, comme on l'observe sans doute dans Fontenetain (Eure, Saint-Pierre-la-Garenne, Fontenaitin 1870) et ce, contrairement à Fontaine-Henry (Calvados, Fontes Henrici 1297).
Remarque : l’explication d’Albert Dauzat, qui ne se fonde que sur les formes du XVe siècle, reprise par René Lepelley est rendue caduque.
Le gentilé est Fontenermontois.

## Histoire
Le 1er janvier 2017, Fontenermont intègre avec neuf autres communes la commune de Noues de Sienne créée sous le régime juridique des communes nouvelles instauré par la loi no 2010-1563 du 16 décembre 2010 de réforme des collectivités territoriales. Les communes de Champ-du-Boult, Le Gast, Courson, Fontenermont, Mesnil-Clinchamps, Le Mesnil-Caussois, Le Mesnil-Benoist, Saint-Manvieu-Bocage, Saint-Sever-Calvados et Sept-Frères deviennent des communes déléguées et Saint-Sever-Calvados est le chef-lieu de la commune nouvelle.

## Politique et administration
| Période                                  | Période       | Identité    | Étiquette | Qualité |
| ---------------------------------------- | ------------- | ----------- | --------- | ------- |
| Les données manquantes sont à compléter. |               |             |           |         |
| juin 1995                                | mars 2008     | Roger Ganné | SE        |         |
| mars 2008                                | décembre 2016 | Hervé Bazin | SE        |         |

Le conseil municipal était composé de onze membres dont le maire et deux adjoints. Ces conseillers intègrent au complet le conseil municipal de Noues de Sienne le 1er janvier 2017 jusqu'en 2020 et Hervé Bazin devient maire délégué.

## Démographie
L'évolution du nombre d'habitants est connue à travers les recensements de la population effectués dans la commune depuis 1793. À partir du 1er janvier 2009, les populations légales des communes sont publiées annuellement dans le cadre d'un recensement qui repose désormais sur une collecte d'information annuelle, concernant successivement tous les territoires communaux au cours d'une période de cinq ans. 
Pour les communes de moins de 10 000 habitants, une enquête de recensement portant sur toute la population est réalisée tous les cinq ans, les populations légales des années intermédiaires étant quant à elles estimées par interpolation ou extrapolation. Pour la commune, le premier recensement exhaustif entrant dans le cadre du nouveau dispositif a été réalisé en 2005,.
En 2021, la commune comptait 146 habitants, en évolution de +2,1 % par rapport à 2015 (Calvados : +1,58 %, France hors Mayotte : +2,49 %).
Fontenermont a compté jusqu'à 376 habitants en 1841.
| 1793 | 1800 | 1806 | 1821 | 1831 | 1836 | 1841 | 1846 | 1851 |
| ---- | ---- | ---- | ---- | ---- | ---- | ---- | ---- | ---- |
| 291  | 266  | 255  | 312  | 359  | 374  | 376  | 367  | 367  |

| 1856 | 1861 | 1866 | 1872 | 1876 | 1881 | 1886 | 1891 | 1896 |
| ---- | ---- | ---- | ---- | ---- | ---- | ---- | ---- | ---- |
| 352  | 350  | 307  | 308  | 265  | 237  | 264  | 246  | 251  |

| 1901 | 1906 | 1911 | 1921 | 1926 | 1931 | 1936 | 1946 | 1954 |
| ---- | ---- | ---- | ---- | ---- | ---- | ---- | ---- | ---- |
| 258  | 246  | 242  | 218  | 200  | 195  | 182  | 194  | 164  |

| 1962 | 1968 | 1975 | 1982 | 1990 | 1999 | 2005 | 2010 | 2015 |
| ---- | ---- | ---- | ---- | ---- | ---- | ---- | ---- | ---- |
| 176  | 161  | 145  | 139  | 126  | 140  | 147  | 142  | 143  |

| 2018 | - | - | - | - | - | - | - | - |
| ---- | - | - | - | - | - | - | - | - |
| 150  | - | - | - | - | - | - | - | - |

## Monuments
- Église Saint-Martin du XVe siècle.